# Муранс
Мура́нс (фр. Mourenx) — коммуна во Франции, находится в регионе Аквитания. Департамент — Атлантические Пиренеи. Входит в состав кантона Кёр-де-Беарн. Округ коммуны — По.
Код INSEE коммуны — 64410.

## География

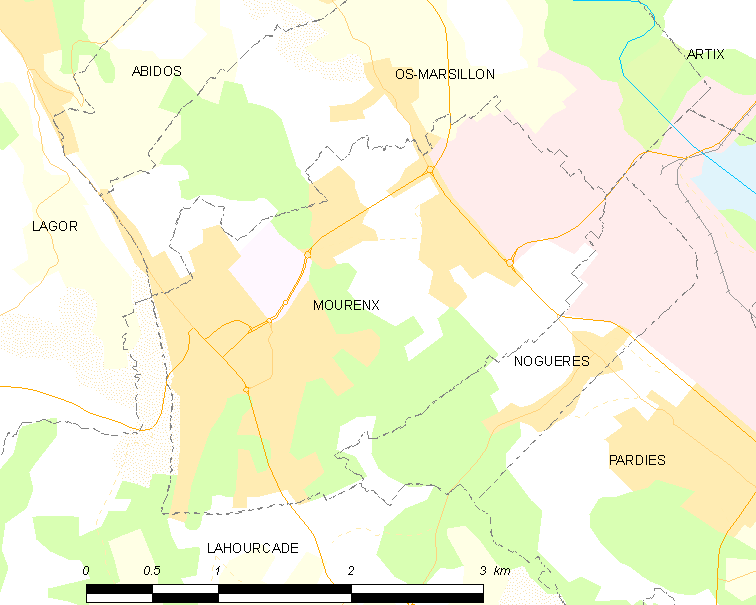
Карта коммуны

Коммуна расположена приблизительно в 650 км к югу от Парижа, в 165 км южнее Бордо, в 22 км к северо-западу от По.
По территории коммуны протекают реки Баиз и Безер.

### Климат
Климат тёплый океанический. Зима мягкая, средняя температура января — от +5°С до +13°С, температуры ниже −10 °C бывают редко. Снег выпадает около 15 дней в году с ноября по апрель. Максимальная температура летом порядка 20-30 °C, выше 35 °C бывает очень редко. Количество осадков высокое, порядка 1100 мм в год. Характерна безветренная погода, сильные ветры очень редки.

## Население
Население коммуны на 2010 год составляло 7068 человек.
| 1962 | 1968   | 1975 | 1982 | 1990 | 1999 | 2010 |
| ---- | ------ | ---- | ---- | ---- | ---- | ---- |
| 8660 | 10 734 | 9469 | 9036 | 7460 | 7572 | 7068 |

## Администрация
| Период | Период | Фамилия        | Партия                              | Примечания |
| ------ | ------ | -------------- | ----------------------------------- | --- |
| 1957   | 1977   | Луи Блази      |                                     | |
| 1977   | 1995   | Андре Казетьян | Французская коммунистическая партия | |
| 1995   | 2014   | Давид Хабиб    | Социалистическая партия             | генеральный советник кантона Лагор (1992—2004); депутат парламента департамента Атлантические Пиренеи (с 2002) |
| 2014   | 2020   | Патрик Лоран   | Социалистическая партия             | |

## Экономика
В 2010 году среди 4215 человек трудоспособного возраста (15-64 лет) 2901 были экономически активными, 1314 — неактивными (показатель активности — 68,8 %, в 1999 году было 65,4 %). Из 2901 активных жителей работали 2329 человек (1287 мужчин и 1042 женщины), безработных было 572 (285 мужчин и 287 женщин). Среди 1314 неактивных 367 человек были учениками или студентами, 359 — пенсионерами, 588 были неактивными по другим причинам.

## Достопримечательности
- Церковь Св. Марии Магдалины (XVII век)[4]

## Города-побратимы
- Монкада-и-Решак (Испания, с 1989)
- Педрола (Испания, с 2008)

## Фотогалерея

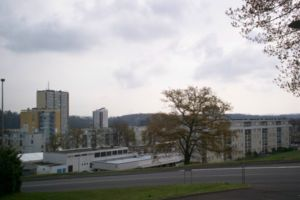
Муранс
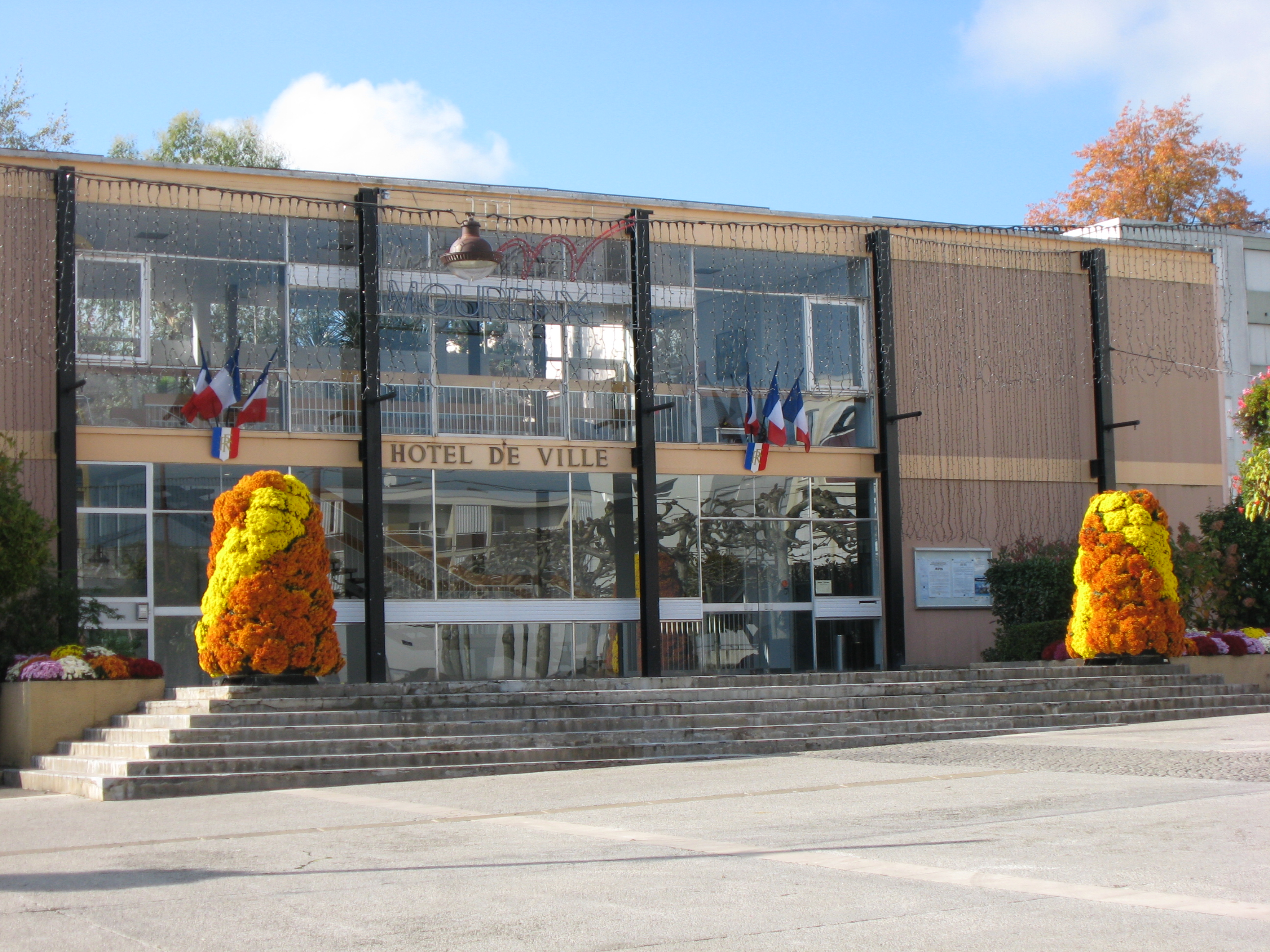
Мэрия
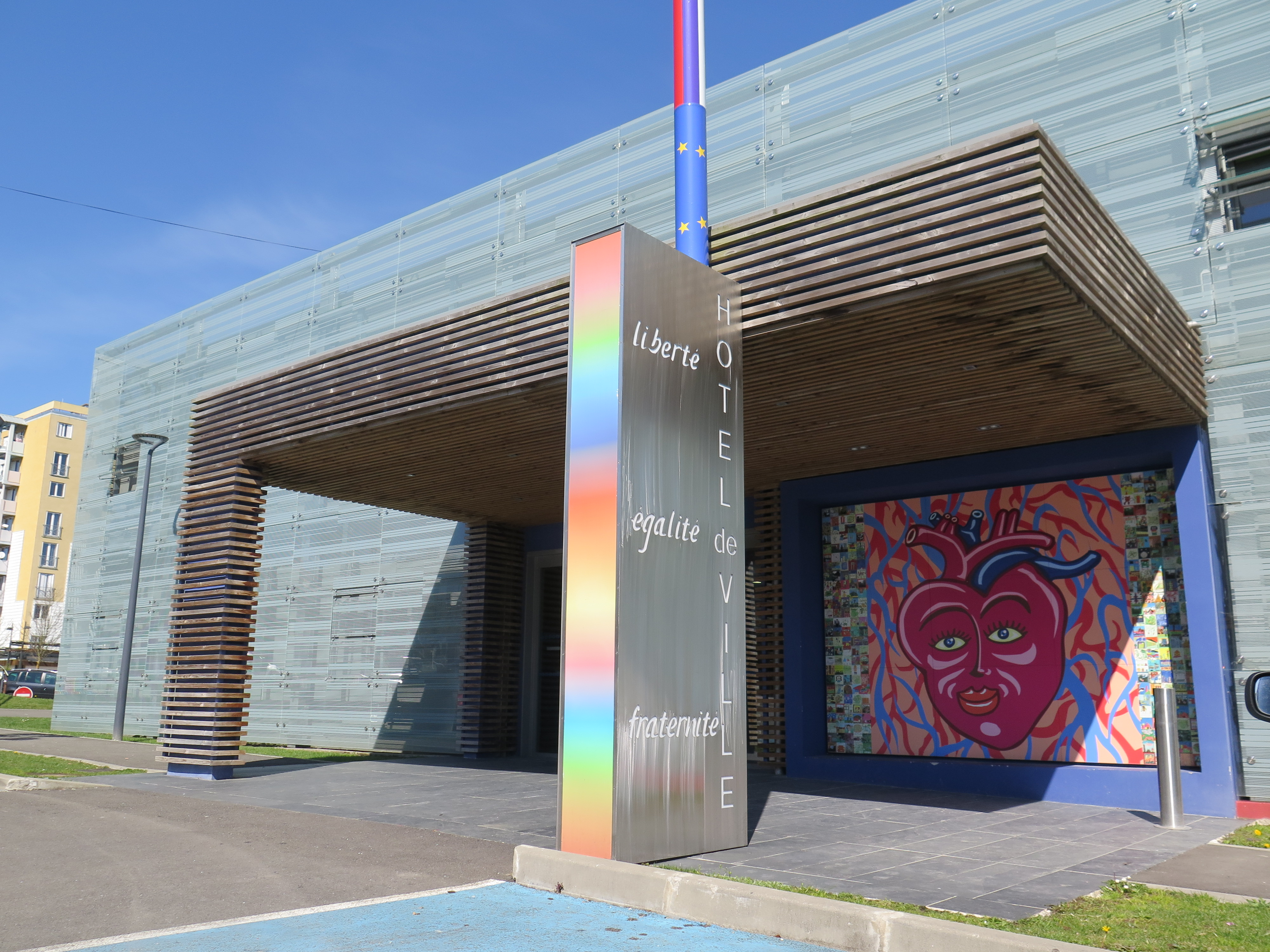
Ратуша
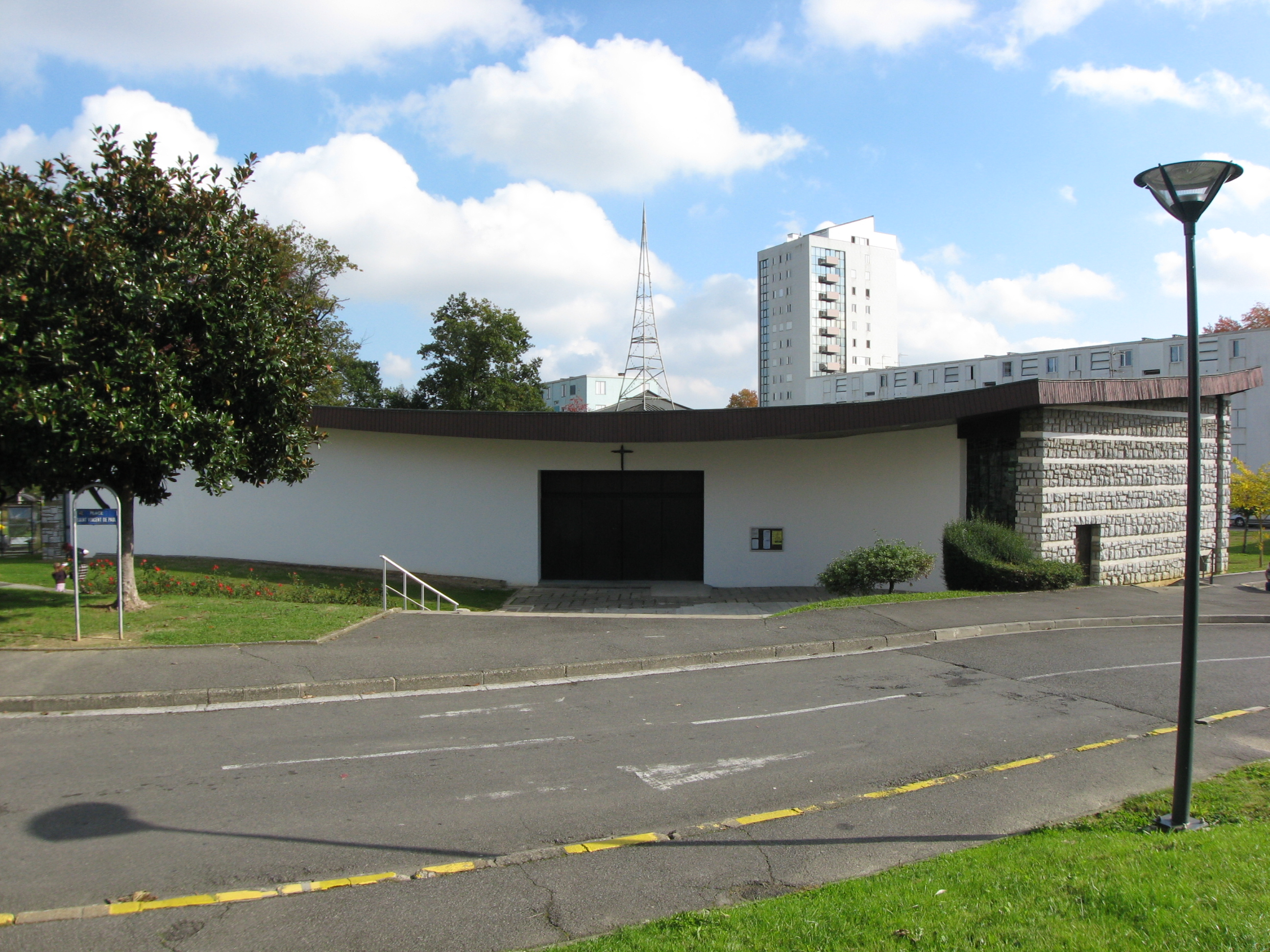
Церковь
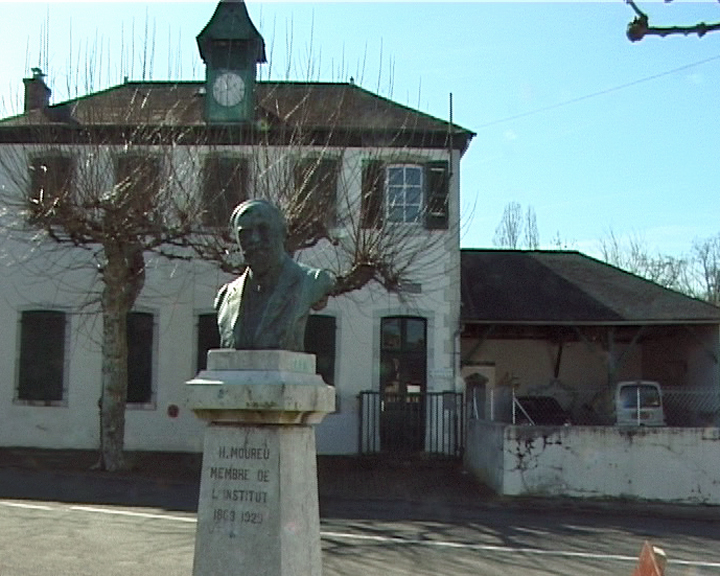
Школа и бюст химика Шарля Мурё
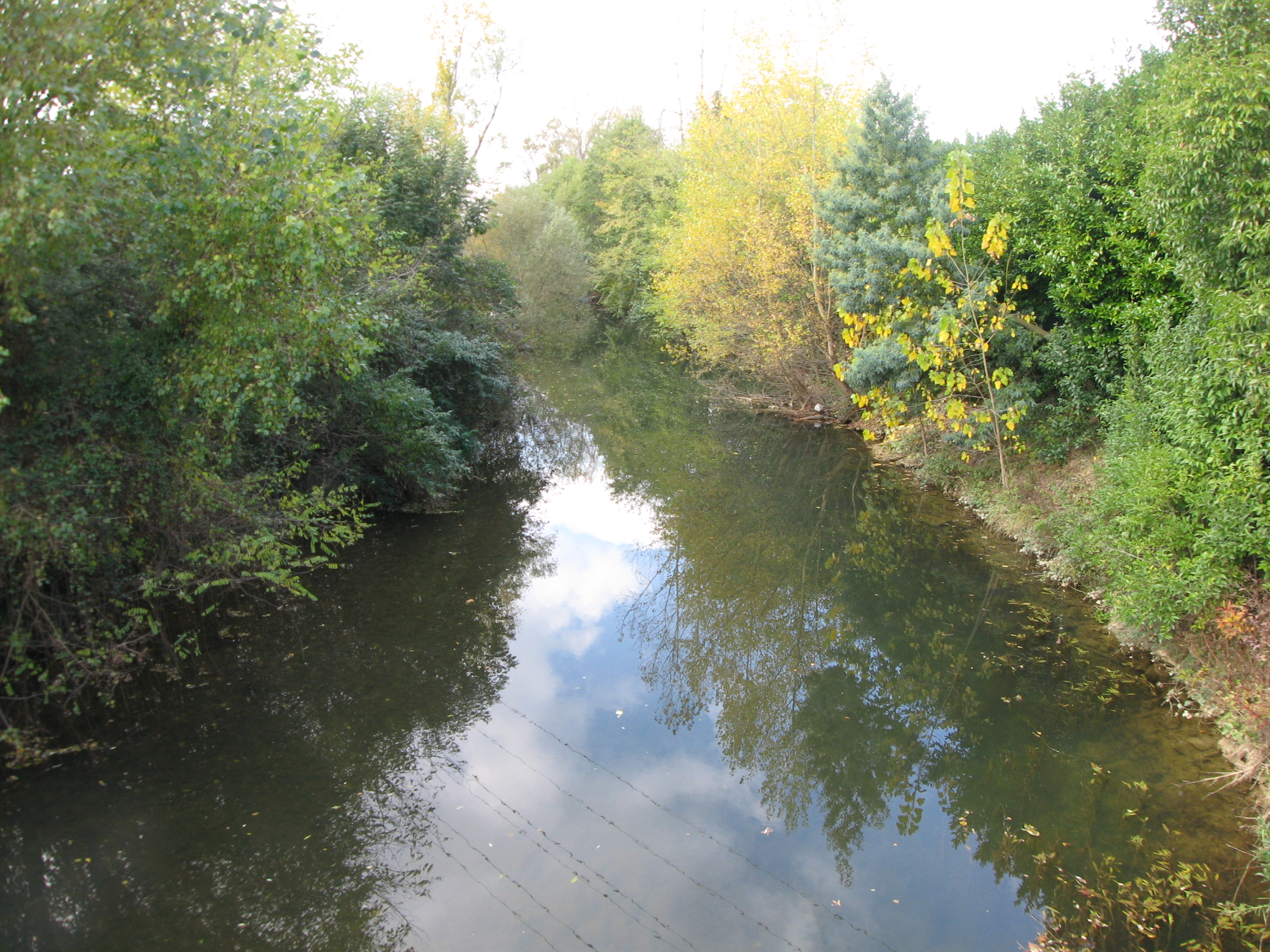
Река Баиз